# 1363年
| 千纪： | 2千纪 |
| 世纪： | 13世纪 \| 14世纪 \| 15世纪 |
| 年代： | 1330年代 \| 1340年代 \| 1350年代 \| 1360年代 \| 1370年代 \| 1380年代 \| 1390年代                                                                           |
| 年份： | 1358年 \| 1359年 \| 1360年 \| 1361年 \| 1362年 \| 1363年 \| 1364年 \| 1365年 \| 1366年 \| 1367年 \| 1368年                                                 |
| 纪年： | 癸卯年（兔年）；元至正二十三年；韓林兒龍鳳九年；陈友谅大义四年，陳理德壽元年；明玉珍天統元年；張士誠吳元年；越南大治六年；日本南朝正平十八年，北朝貞治二年 |

## 大事记
- 中国
  - 二月，張士誠派部將呂珍圍攻安丰，劉福通戰死，韓林兒被朱元璋救出，被朱元璋安置在滁州，仍然被奉為皇帝。
  - 三月，朱元璋渡江解圍安豐。
  - 四月，陳友諒趁朱元璋率主力救援安豐，江南空虛之際大舉兵圍朱元璋侄子朱文正鎮守的洪都（今南昌），史稱洪都保衛戰。
  - 七月，朱文正堅守洪都85日後朱元璋率領援軍趕來，陳友諒撤圍退入鄱陽湖，七月二十一日（8月30日）與朱元璋爆發鄱陽湖之戰。
  - 八月二十六日（10月4日），陳友諒企圖突圍退回武昌，中流箭而死，張定邊與陳友諒次子陳理逃回武昌。
  - 九月，張定邊等人在武昌立陳友諒次子陳理稱帝，改元德壽。
  - 九月，張士誠自称吴王，以其弟張士信為丞相，用黃敬夫、蔡彥文、葉德新三人為參軍，不再歸順元朝。
  - 明玉珍建明夏。
- 緬甸
  - 彬牙王朝的那臘都王因實皆國王明標（前任國王德勒帕耶艾的姐夫）非王族血統，於是派人邀請勐卯國王多基法（即麓川思可法）一起攻打實皆。
- 歐洲
  - 法國國王約翰二世四子菲利普二世被封為瓦盧瓦王朝的第一位勃艮第公爵。

## 逝世
- 劉福通，元末民變領袖。
- 賀惟一，元惠宗時代丞相。
- 10月3日——陳友諒，元朝末年群雄。